# موريس إس. ميلر
موريس إس. ميلر (بالإنجليزية: Morris S. Miller)‏ هو محامي وقاضي وسياسي أمريكي، ولد في 31 يوليو 1779 في نيويورك في الولايات المتحدة، وتوفي في 16 نوفمبر 1824 في أوتيكا في الولايات المتحدة. انتخب عضو مجلس النواب الأمريكي.